# یواس‌اس مید (دی‌دی-۲۷۴)
یواس‌اس مید (دی‌دی-۲۷۴) (به انگلیسی: USS Meade (DD-274)) یک کشتی بود که طول آن ۳۱۴ فوت ۵ اینچ (۹۵٫۸۳ متر) بود. این کشتی در سال ۱۹۱۹ ساخته شد.